# Умершие в сентябре 2014 года
Это список известных людей, соответствующих установленным критериям значимости (см. Википедия:Критерии значимости персоналий), умерших в сентябре 2014 года.
Причина смерти указывается лишь в исключительных случаях (убийство, самоубийство, гибель в результате военных действий, смертная казнь, ДТП или несчастные случаи). В остальных случаях — не указывается.

## 30 сентября
- Асеев, Владимир Георгиевич (75) — советский и российский ученый, доктор психологических наук, профессор[1].
- Диалло, Хама (83) — буркинийский государственный деятель и дипломат, министр иностранных дел Верхней Вольты (1983—1984)[2].
- Ирада Ровшан (46) — учёный-архитектор, кандидат архитектуры, руководитель лаборатории Шекинского Регионального Научного Центра фольклороведения и народного творчества НАНА, член Союза Архитекторов Азербайджана[источник не указан 3907 дней].
- Алпоин Калван, Гильерме (77) — португальский военный и политик. Противник Апрельской революции, активист антикоммунистического и антимарксистского сопротивления[3].
- Краснопёров, Георгий Васильевич (76) — советский и российский актёр, заведующий труппой Одесского театра юного зрителя им. Н. Островского [www.kino-teatr.ru/teatr/acter/post/16674/bio/].
- Крешпу, Витор Перейра (81) — португальский государственный деятель, председатель парламента Португалии (1987—1991)[4].
- Лабурдетт, Элина (95) — французская актриса («Дамы Булонского леса») [kino-teatr.ru/kino/acter/euro/140049/works/].
- Мокк, Джерри (88) — американский пилот, первая женщина, в одиночку облетевшая земной шар[5].
- Перл, Мартин Льюис (87) — американский физик, профессор, общественный деятель, лауреат премии Вольфа (1982), лауреат Нобелевской премии по физике (1995)[6].
- Самсонов, Евгений Борисович (88) — советский гребец, трёхкратный чемпион Европы (1953, 1954, 1955), серебряный призёр летних Олимпийских игр в Хельсинки (1952), заслуженный тренер СССР по академической гребле[7].
- Сарич, Срджан (36) — сербский баскетбольный тренер («Спарта&К»); рак[8].
- Сидоренко, Георгий Иванович (89) — советский и белорусский кардиолог, академик Национальной академии наук Белоруссии (1996), заслуженный деятель науки БССР (1985), заслуженный изобретатель БССР (1990)[9].
- Собченко, Владимир Фёдорович (84) — советский дипломат, Чрезвычайный и Полномочный Посол СССР в Лаосской Народно-Демократической Республике (1980—1986) и в Тунисской Республике (1986—1991)[10].
- Хансен, Эрик (74) — датский байдарочник, чемпион и призёр Олимпийских игр в Риме (1960), призёр Олимпийских игр в Мехико (1968)[11].

## 29 сентября
- Акопян, Давид Суренович (64) — армянский политический деятель, основатель и руководитель Марксистской партии Армении (с 1997 года)[12].
- Безгин, Игорь Дмитриевич (77) — советский и украинский театровед, учёный, педагог, заведующий кафедрой организации театрального дела Киевского национального университета театра, кино и телевидения имени И. К. Карпенко-Карого (1975—2014)[13].
- Бойер, Мигель (75) — испанский экономист и государственный деятель, министр экономики, финансов и торговли (1982—1985)[14].
- Маршессо, Ив (61)[значимость?] — французский актёр («Форт Боярд» — Лябуль); рак пищевода[15].
- Налепка, Йозеф (89) — чешский антифашист, дипломат и деятель славянского движения, генеральный секретарь Международного славянского комитета (с 2007 года), брат Яна Налепки[16].
- Нишизава, Луис (95) — мексиканский художник[17].
- Халиуллин, Гильмулла Закиуллович (82)[значимость?] — российский религиозный деятель и публицист; имам-хатыб, член Совета Старейшин[18].

## 28 сентября
- Абс, Дэнни (91) — британский поэт[19].
- Бисярин, Игорь Александрович (73) — советский и российский инженер-конструктор, заместитель главного конструктора НИИ измерительных приборов — Новосибирского завода им. Коминтерна, лауреат Государственной премии СССР за разработку радиолокационной станции 9С15М[20].
- Гуссен, Дэн (64) — американский боксёрский промоутер и функционер; рак печени[21].
- Кончакова, Антонина Ивановна (86) — советская актриса кино и дубляжа[22].
- Лапшин, Владимир Ильич (57) — советский хоккеист, игрок челябинского «Трактора» (1977—1983)[23].
- Могильников, Юрий Гурьянович (69) — советский хоккеист и тренер, игрок челябинского «Трактора» (1966—1978), заслуженный тренер РСФСР[24].
- Николай (Корняну) (90) — епископ Румынской православной церкви, архиепископ Тимишоарский, митрополит Банатский (c 1962 года)[25].
- Поликарпов, Сергей Константинович (67) — советский и российский писатель, лауреат премии «Александр Невский»[26].
- Полкунен, Сиркка (86) — финская лыжница, чемпионка зимних Олимпийских игр в Кортина д’Ампеццо (1956)[27].
- Сарагоса, Браулио (35) — мексиканский политик, генеральный секретарь Партии национального действия; убит[28].
- Скоумал, Петр (76) — чешский композитор и музыкант[29].
- Тонков, Евгений Леонидович (74) — советский и российский математик, заведующий кафедрой дифференциальных уравнений Удмуртского государственного университета, профессор, заслуженный деятель науки Российской Федерации (2001)[30].
- Эльби, Валентина Андреевна (101) — советская и российская писательница, телевизионный редактор, заслуженный работник культуры Чувашской АССР (1989)[31].

## 27 сентября
- Абдельмаджид Лахаль (74) — тунисский актёр театра и кино, театральный режиссёр[32].
- Агьен, Габи (93) — французский модельер, основательница дома моды Chloé[33].
- Голдберг, Сара (40) — американская актриса[34].
- Крикмор, Флойд (98) — старейший в мире клоун, выступал под псевдонимом Creeky[35].
- Морпурго Дэвис, Анна (77) — британский лингвист и историк итальянского происхождения[36].
- Онуфриев, Анатолий Тимофеевич (83) — советский и российский учёный в области газовой динамики и теплообмена, доктор физико-математических наук и профессор МФТИ[37].
- Повер, Жан-Жак[фр.] (88) — французский издатель и редактор[38].
- Сергеенков, Владимир Нилович (75) — советский партийный и российский государственный деятель, губернатор Кировской области (1996—2004)[39].
- Смирнов, Владислав Вячеславович (74) — советский и российский филолог, краевед, журналист и поэт, доктор филологических наук, профессор Южного федерального университета; ДТП[40].
- Фостер, Юджи (42) — американская писательница-фантаст, лауреат Премии «Небьюла» за лучшую короткую повесть (2010)[41].
- Чжан Сяньлян (78) — китайский поэт, прозаик[42].
- Шитарёв, Игорь Леонидович (74) — советский и российский хозяйственный и научный деятель, генеральный директор ОАО «Моторостроитель» (ныне ОАО «Кузнецов») (1987—2008), заслуженный авиадвигателестроитель России, профессор[43].

## 26 сентября
- Асемкулов, Таласбек Баймухамедович (59) — советский и казахстанский писатель и музыкант[44].
- Горигледжан, Евгений Алексеевич (80) — советский и российский инженер-конструктор, генеральный конструктор атомных подводных лодок специального назначения в Центральном конструкторском бюро морской техники «Рубин», лауреат Государственной премии Российской Федерации (1994)[45].
- Маккарти, Майкл (68) — американский актёр [www.kino-teatr.ru/kino/acter/hollywood/93091/works/].
- Махнач, Леонид Владимирович (80) — советский режиссёр документального кино, народный артист РСФСР (1979)[46].
- Мелконян, Аркадий Иванович (71) — советский и российский журналист, собственный корреспондент программы «Время» (1984—2002), публицист[47].
- Цофнас, Арнольд Юрьевич (77) — советский и украинский учёный-философ, профессор[48].

## 25 сентября
- Долбоносов, Владимир Николаевич (65) — советский футболист («Динамо» Москва), капитан команды (1972—1974), чемпион Европы среди юниоров (1967)[49].
- Йоала, Яак (64) — советский и эстонский певец, заслуженный артист Эстонской ССР (1979)[50].
- Карельская, Римма Клавдиевна (87) — советская балерина, педагог, солистка Большого театра (1946—1973), народная артистка РСФСР (1967)[51].
- Тайлер, Дороти (94) — британская легкоатлетка, двукратный серебряный призёр Олимпийских игр в прыжках в высоту (1936, 1948)[52].
- Тихич, Сулейман (62) — боснийский государственный деятель, член Президиума Боснии и Герцеговины (2002—2006)[53].
- Фишер, Вальтер Йозеф[нем.] (64)[значимость?] — немецкий граффитист, более известный под псевдонимом Оз[54].
- Чернышёв, Владимир Борисович (78) — советский и российский энтомолог, заслуженный профессор кафедры энтомологии Московского университета, академик Российской экологической академии, почётный член Русского энтомологического общества[55].

## 24 сентября
- Беркес, Экарт (65) — западногерманский легкоатлет, победитель чемпионата Европы по лёгкой атлетике в помещении в Софии (1971) на дистанции 60 м с барьерами[56].
- Бугреев, Анатолий Владимирович (81) — советский и российский актёр, артист Приморского краевого академического драматического театра им. Горького, народный артист Российской Федерации (2001) [kino-teatr.ru/teatr/acter/m/ros/325971/bio/].
- Гродецкий, Владимир Павлович (63) — советский и российский инженер и организатор производства, генеральный директор ОАО «Ижевский машиностроительный завод» (1996—2010)[57].
- Кадышевский, Владимир Георгиевич (77) — советский и российский физик-теоретик, специалист в области теории элементарных частиц и физики высоких энергий, академик РАН, член Президиума РАН, научный руководитель Объединённого института ядерных исследований (ОИЯИ)[58].
- Кыйв, Мадис (84) — советский и эстонский учёный-физик и писатель[59].
- Новичков, Валерий Васильевич (62) — советский и российский журналист, главный редактор журнала «Аврора» (с 2010 года)[60].
- Плявин, Александр Владимирович (54) — российский музыкант, бас-гитарист («Квартал», «Би-2»)[61].
- Хогвуд, Кристофер (73) — британский клавесинист, дирижёр, музыковед[62].
- Шекау, Абубакар (44) — лидер нигерийской террористической организации «Боко харам» (с 2009 года) (о смерти стало известно в этот день)[63].

## 23 сентября
- Ашуров, Симха (73)[значимость?] — израильский художник, председатель Союза художников — горских евреев Израиля[64].
- Бабаева, Алавия (93) — советская и азербайджанская писательница, переводчица и сценарист, заслуженный деятель искусств Азербайджанской ССР (1979)[65].
- Гришин, Николай Павлович (78) — советский партийный и государственный деятель, председатель Саратовского облисполкома (1989—1992)[66].
- Эйрамджан, Анатолий Николаевич (77) — советский и российский кинорежиссёр, сценарист и писатель[67].

## 22 сентября
- Бокун, Лариса Петровна (88) — советский тренер по фехтованию, тренер сборной СССР по фехтованию на Олимпийских играх 1968, 1972, 1976, 1980 годов, заслуженный тренер СССР по фехтованию[68].
- Кабрита, Фернанду (91) — португальский футболист и тренер, главный тренер сборной Португалии (1983—1984)[69].
- Крысин, Павел Афиногенович (91) — советский и российский журналист и писатель, участник Великой Отечественной войны, председатель правления Союза журналистов Чувашии (1971—1984), государственного комитета Чувашии по телевидению и радиовещанию[70].
- Павлов, Виктор Владимирович (91) — советский конструктор, генеральный директор Ленинградского научно-производственного объединения «Гранит» — директор Центрального НИИ «Гранит» (1965—1985), Герой Социалистического Труда (1984)[71].
- Прадхан, Сахана (87) — непальский государственный деятель, министр иностранных дел Непала (2007—2008)[72].
- Пумпянская, Семирамида Николаевна (97) — советский кинодокументалист, лауреат Ленинской премии (1980), одна из создательниц документальной киноэпопеи «Великая Отечественная»[73].
- Сареи, Алексис (80) — государственный деятель Папуа — Новой Гвинеи, президент непризнанной Республики Северных Соломоновых островов (1975—1976), премьер-министр провинции Северных Соломоновых островов (1976—1980,1984—1987)[74].
- Червоненкис, Алексей Яковлевич (76) — советский и российский учёный, ведущий сотрудник Института проблем управления им. В. А. Трапезникова РАН[75].
- Ямов, Василий Захарович (81) — советский и российский учёный в области ветеринарии, директор Всероссийского (до 1992 года — Всесоюзного) НИИ ветеринарной энтомологии и арахнологии (1973—1998), академик РАН (2013; академик ВАСХНИЛ с 1990), заслуженный деятель науки Российской Федерации (1993)[76].

## 21 сентября
- Вернер, Ян (68) — польский легкоатлет, серебряный призёр летних Олимпийских игр в Монреале (1976), многократный чемпион Европы[77].
- Гриффитс, Линда (57) — канадская актриса и драматург[78][79].
- Джонс, Колдуэлл (64) — американский профессиональный баскетболист, выступавший за ведущие клубы НБА[80].
- Ибрагимов, Мирзаолим Ибрагимович (86) — советский узбекский партийный и государственный деятель, председатель Президиума Верховного Совета Узбекской ССР (1989—1990), председатель Верховного Совета Узбекской ССР (1990—1991)[81].
- Имами, Беса (86) — албанская актриса[82] Архивная копия от 10 октября 2014 на Wayback Machine.
- Кляшторный, Сергей Григорьевич (86) — советский и российский востоковед, заведующий сектором Центральной Азии и отделом Центральной и Южной Азии ИВР РАН[83].
- Коновалова, Галина Львовна (98) — советская и российская актриса театра и кино, заслуженная артистка Российской Федерации (1993)[84].
- Ларионов, Никита Ларионович (82) — советский и российский писатель и спортсмен, призёр международных спортивных соревнований среди ветеранов[85].
- Паульман, Юрген (80) — чилийский бизнесмен, основатель и владелец чилийской авиакомпании Sky Airline[86].
- Сигей, Сергей Всеволодович (67) — русский поэт, филолог[87].
- Стариков, Евгений Николаевич (90) — советский хоккеист, участник Великой Отечественной войны.
- Форнабайо, Франческо (?)[значимость?] — итальянский спортивный пилот, чемпион Италии по акробатическому пилотажу; авиакатастрофа[88].
- Харари, Михаэль (87) — деятель израильских спецслужб, глава подразделения «Кейсария» службы внешней разведки «Моссад», руководитель операции «Гнев Божий»[89].
- Ченчи, Сесилия (72) — аргентинская актриса[90][91].
- Чипчиков, Борис Магометович (65) — советский и российский писатель[92].
- Якоби, Пеэтер (73) — эстонский актёр («Последняя реликвия»)[93].

## 20 сентября
- Полли Берген (84) — американская актриса, певица и предприниматель, лауреат премии «Эмми» (1957) и номинант на «Золотой глобус»[94].
- Березовой, Анатолий Николаевич (72) — советский и российский лётчик-космонавт, Герой Советского Союза (1982)[95].
- Бланко, Юниорки (27) — кубинский борец, победитель Кубка мира по вольной борьбе (2011); самоубийство[96].
- Бракнер, Кейт Аллан (90) — американский физик-теоретик, член Национальной АН (1969)[97].
- Дои, Такако (85) — японский политический и государственный деятель, председатель палаты представителей парламента Японии (1993—1996)[98].
- Клёнов, Павел Никитич (90) — советский и украинский актёр театра и кино, народный артист Украинской ССР (1973)[99].
- Паршин, Анатолий Алексеевич (90) — советский организатор производства, генеральный директор производственного объединения «Красный котельщик» (1975—1987), Герой Социалистического Труда (1986)[100].
- Слейзер, Джордж[англ.] (82) — нидерландский режиссёр, лауреат Берлинского кинофестиваля (1961)[101].
- Шахмагонов, Фёдор Фёдорович (91) — советский и русский писатель, журналист и кинодраматург.
- Черами, Пино (92) — бельгийский велогонщик, победитель гонки Париж — Брюссель (1961), первый победитель гонки Брабантсе Пейл (1961)[102].

## 19 сентября
- Браттиа, Гунтрам (47) — австрийский актёр, лауреат Берлинского кинофестиваля (2000)[103][104].
- Галкин, Павел Николаевич (82) — советский и украинский хозяйственный деятель, директор Запорожского титано-магниевого комбината (1972—1993), Герой Социалистического Труда (1986)[105].
- Драйер, Хайнц (82) — немецкий аграрий, иностранный член РАСХН (2012—2014), иностранный член РАН (2014)[106].
- Лонг, Одри (92) — американская актриса[107].
- Новиков, Виктор Сергеевич (85) — советский и российский скульптор и педагог, заслуженный деятель искусств РСФСР (1991)[108].
- Павлуцких, Геннадий Геннадьевич (53)[значимость?] — советский и российский историк, декан исторического факультета Курганского государственного университета (с 2003 года), лауреат премии губернатора Курганской области за серию краеведческих работ[109].
- Попонина, Любовь Валентиновна (66) — советский и российский театральный режиссёр, заслуженный работник культуры Российской Федерации (2005)[110].
- Сайфутдинов, Ирик Суюндукович (53) — российский лётчик и спортсмен, неоднократный призёр и организатор чемпионатов России по самолётному спорту; авиакатастрофа[111].
- Фелисиано, Франсиско (73) — филиппинский композитор и дирижёр, народный артист Филиппин по музыке[112].
- Хеффнер, Авраам (79) — израильский режиссёр, лауреат премии «Офир» (2004)[113][114].

## 18 сентября
- Ахундов, Эльдар Балага оглы (65) — советский и азербайджанский певец, солист Образцового военного оркестра Министерства обороны, народный артист Азербайджана[115].
- Диас Товар, Энрике[исп.] (69) — колумбийский композитор, музыкант и фольклорист; рак[116].
- Ивановский, Олег Генрихович (92) — советский конструктор ракетно-космической техники, лауреат Ленинской и Государственной премий СССР, ведущий конструктор космического корабля «Восток», почётный член Российской академии космонавтики им. К. Э. Циолковского; участник Парада Победы 1945 года, полковник[117].
- Удзава, Хирофуми (86) — японский экономист[118].
- Уилер, Кенни (84) — канадский джазовый трубач и композитор[119].

## 17 сентября
- Аль-Хабиб, Ахмед (?) — ливийский военачальник, начальник штаба Военно-воздушных сил Ливии (2013—2014), бригадный генерал; убит[120].
- Бах, Петер фон[фин.] (71) — финский киноисторик[121].
- Гамильтон, Джордж (77) — американский кантри-певец[122].
- Гусин, Андрей Леонидович (41) — украинский футболист и тренер; автокатастрофа[123].
- Кан, Гюнтер (80) — американский дерматолог и филантроп, введший в клиническую практику препарат миноксидил[124][125].
- Кузнецова-Чапчахова, Галина Григорьевна (79) — советская и российская писательница (о смерти стало известно в этот день)[126].
- Музыченко, Юрий Васильевич (76) — советский и российский актёр, артист Омского академического театра драмы, заслуженный артист Российской Федерации (1999)[127].
- Пономаренко-Ухаботина, Танина Ивановна (86) — советская артистка цирка, заслуженная артистка Российской Федерации (1997) [источник не указан 3925 дней].
- Соррилья, Чина (92) — уругвайская актриса («Богатые и знаменитые»)[128].

## 16 сентября
- Затварская, Оксана Илларионовна (92) — советская театральная актриса, заслуженная артистка Украинской ССР (1954)[129].
- Мамичев, Сергей Петрович (84) — советский государственный деятель, заместитель министра гражданской авиации СССР (1979—1981)[130].
- Москалёв, Лев Николаевич (80) — советский и российский борец, мастер спорта СССР, неоднократный призёр чемпионатов СССР по самбо, чемпион мира по самбо среди мастеров (2002, 2003)[131].

## 15 сентября
- Андерсон, Джон (97) — американский политик, губернатор Канзаса (1961—1965)[132].
- Беличко, Тед (71) — американский учёный-механик, лауреат медали Тимошенко (2001)[133].
- Богати, Пост Бохадур (61) — непальский политик, министр информации и коммуникаций, министр культуры, туризма и гражданской авиации[134].
- Волошина, Елена Константиновна (90) — советская и российская актриса, солистка-вокалистка Иркутского областного музыкального театра им. Н. М. Загурского, народная артистка РСФСР (1991)[135].
- Гордон, Юджин (84) — американский физик, лауреат медали Эдисона (1984)[136]
- Кознова, Ольга Васильевна (87) — советский и российский режиссёр, сценарист, актриса, заслуженная артистка РСФСР (1988)[137].
- Романов, Николай Романович (91) — князь рода Романовых, меценат, писатель и историк, праправнук императора Николая I, глава Дома Романовых (1992-2014)[138].
- Хофи, Ицхак (87) — израильский военный и политический деятель, генерал-майор; директор Моссада (1974—1982)[139].
- Шубигер, Юрг (77) — швейцарский писатель и психотерапевт, известный своими книгами для детей[140].

## 14 сентября
- Альварес, Исидоро (79) — испанский бизнесмен, генеральный директор самой крупной сети универсальных магазинов в Европе El Corte Inglés[141].
- Глинка, Мирослав (42) — чешский и словацкий хоккеист, чемпион мира (2002) в составе сборной Словакии, самоубийство[142].
- Келехсаев, Давид (15) — российский дзюдоист, чемпион Европы и России среди юниоров; сердечная недостаточность[143].
- Ларин, Юрий Николаевич (78) — советский и российский художник, член Союза художников СССР, сын Николая Бухарина[144]
- Ленни, Энгус (84) — шотландский актёр[145].
- Лукашук, Роман (22) — белорусский гандболист, игрок команды СКА (Минск) и сборной Белоруссии; последствия травмы[146].
- Мусина, Светлана Есболаевна (70) — советская и казахстанская журналистка, радиоведущая, переводчица и публицист[147].
- От, Тони (72) — американский карикатурист, лауреат Пулитцеровской премии (1976)[148].
- Самарцев, Владимир Иванович (72) — советский и украинский певец, солист Луганской областной филармонии, народный артист Украины[149].
- Химичев, Борис Петрович (81) — советский и российский актёр театра им. Моссовета и кино, народный артист Российской Федерации (1993)[150].

## 13 сентября
- Галич, Милан (76) — югославский футболист, игрок национальной сборной СФРЮ (1959—1965), олимпийский чемпион летних Игр в Риме (1960)[151].
- Марцев, Пётр Павлович (52) — советский и белорусский журналист и издатель[152].
- Ольков, Александр Кузьмич (61) — советский и российский актёр, режиссёр и сценарист неигрового кино[153].
- Петровская, Ира Фёдоровна (94) — советский и российский историк искусства, доктор искусствоведения, педагог[154].
- Сакуненко, Дмитрий Николаевич (84) — советский конькобежец, двукратный чемпион России по конькобежному спорту, абсолютный чемпион СССР, рекордсмен мира в классическом многоборье[155].
- Фоерберг, Шарль Исаакович (69) — украинский актёр театра кукол, заслуженный артист Украины (1994)[156].

## 12 сентября
- Абейд, Атеф (82) — египетский государственный деятель, премьер-министр Египта (1999—2004)[157].
- Акимцева, Татьяна Владимировна (58) — российский адвокат; убита[158].
- Бардон, Джон (75) — английский актёр[159][160].
- Густафсон, Джон (72) — английский бас-гитарист (Ian Gillan Band; Roxy Music)[161].
- Кузьмин, Василий Михайлович (90) — советский офицер, участник Великой Отечественной войны, Герой Советского Союза (1944)[162].
- Маркус, Шломо (104) — израильский библиотекарь и пчеловод; активист сионистского движения, «первый еврейский поселенец» в Восточном Иерусалиме (о смерти стало известно в этот день)[163].
- Махмудова, Тамилла Заидовна (83) — советская и азербайджанская пианистка, народная артистка Азербайджана, заслуженная артистка Российской Федерации (1994)[164].
- Минкин, Юрий Борисович (57) — российский преподаватель, предприниматель, председатель совета директоров ЗАО «Инфраструктура-холдинг»[165].
- Осипенко, Вячеслав Александрович (?) — белорусский дипломат, посол Белоруссии в Молдавии (2009—2014)[166].
- Пейсли, Иан (88) — североирландский политик, основатель Демократической юнионистской партии, Первый министр Северной Ирландии (2007—2008)[167].
- Поспеловский, Дмитрий Владимирович (79) — канадский историк, публицист русского происхождения, экономист и советолог либерального направления[168].
- Смит, Дуглас[англ.] (53)[значимость?] — американский создатель компьютерной игры Lode Runner[169].
- Сэмпл, Джо (75) — американский джазовый музыкант[170].
- Чжоу Вэйчжи (98) — китайский политик, музыкант и композитор, министр культуры КНР (1980—1982)[171].

## 11 сентября
- Дюамель, Антуан (89) — французский композитор[172].
- Кру, Стэнли Роберт (82) — американский автор песен (The Sun Ain’t Gonna Shine (Anymore), Lady Marmalade)[173].
- Матасса, Козимо (88) — американский звукорежиссёр, лауреат премии «Грэмми» (2007)[174].
- Мифтахов, Альберт Ленарович (54) — советский и российский башкирский государственный деятель, первый секретарь Башкирского областного комитета ВЛКСМ (1990—1991) и республиканского комитета Союза демократической молодёжи Башкортостана (1991—1994)[175].
- Синден, Дональд (90) — британский актёр[176].
- Тензин Цультим (67) — российский религиозный деятель, Камбы-лама Тувы[177].
- Фуксбергер, Йоахим (87) — немецкий актёр[178].
- Хватова, Елена Михайловна (89) — советский и российский биохимик, доктор медицинских наук, профессор, заслуженный деятель науки РСФСР (1986)[179].
- Эллис, Мирко (91) — швейцарский актёр («Красное и чёрное», «Ганнибал»)[180].

## 10 сентября
- Аненков, Владимир Викторович (77) — советский регбист, советский и российский спортивный судья, неоднократный призёр чемпионата СССР по регби, судья международной категории, многолетний директор судейского корпуса Всесоюзной и Всероссийской федерации регби[181].
- Ботин, Эмилио (79) — испанский аристократ и миллиардер, председатель совета директоров Grupo Santander[182].
- Виславски, Йоаким (73) — югославский и сербский футболист («Партизан») и тренер, четырёхкратный чемпион Югославии по футболу (1961, 1962, 1963, 1965)[183] Архивная копия от 11 сентября 2014 на Wayback Machine.
- Гарриду, Антониу (81) — португальский футбольный судья международной категории[184].
- Карасаева, Айша Султаналиевна (102) — советская и киргизская актриса, первая женщина в истории Киргизии, исполнившая главную роль в кино (1927)[185].
- Кил, Ричард (74) — американский актёр[186].
- Нелсон, Эдвард (82) — американский математик, один из авторов проблемы Нелсона — Эрдёша — Хадвигера[187].
- Сакаи, Йосинори (69) — японский легкоатлет, чемпион Азиатских игр (1966) в эстафете 4×400 метров, который зажёг олимпийский огонь в Токио (1964)[188].
- Шандор, Карой (85) — венгерский футболист[189].

## 9 сентября
- Аббуд, Хассан — глава сирийской повстанческой группировки Ахрар аш-Шам; убит[190].
- Бурмака, Василий Антонович (96) — советский военный лётчик, участник Польского похода РККА и Великой Отечественной войны, Герой Советского Союза (1946)[191].
- Джойс, Грэм (59) — английский писатель[192].
- Кагадеев, Сергей Владимирович (49) — советский и российский рок-музыкант, певец и актёр, участник группы «НОМ», лидер группы «Евро-НОМ»[193].
- Кафтанат, Михаил Иванович (68) — советский и молдавский артист балета, народный артист Молдавской ССР (1974), Герой Труда Вьетнама[194].
- Кезди-Ковач, Жолт (78) — венгерский кинорежиссёр[195].
- Мекебаев, Адам (74) — казахстанский писатель[196].
- Мунхалов, Афанасий Петрович (79) — советский и российский художник, классик якутского изобразительного искусства, член-корреспондент Российской академии художеств, народный художник РСФСР[197].
- Пенья, Хосе Луис Хордан (83) — испанский инженер в области телекоммуникаций, психолог, получивший известность после того, как в середине 1960-х годов стал первым пропагандистом «феномена Уммо»[198].
- Скворцов, Лев Иванович (80) — российский учёный-филолог, профессор, ведущий радиопередачи «В мире слов»[199].
- Сутер, Роберт (57) — американский хоккеист, чемпион зимних Олимпийских игр в Лейк-Плэсиде (1980), участник «Чуда на льду»[200].
- Тучапский, Антонин (86) — чешский и британский композитор[201].
- Эванс, Хауэлл (86) — британский актёр[202].
- Янг, Роберт (49) — шотландский гитарист (Primal Scream)[203].

## 8 сентября
- Барнс, Марвин (62) — американский баскетболист[204].
- Гессен, Эстер Яковлевна (91) — советская и российская писательница и переводчик, бабушка журналистки Маши Гессен[205].
- Кабанов, Юрий Евгеньевич (75) — советский гребец-байдарочник, тренер, чемпион мира (1966), двукратный бронзовый призёр чемпионата Европы, многократный чемпион СССР[206].
- Карре, Дезире (91) — французский футболист («Ницца»), двукратный чемпион Франции (1951, 1952)[207].
- Конде, Норберто (83) — аргентинский футболист, член сборной Аргентины по футболу, чемпион Южной Америки (1955)[208].
- Костанов, Александр Иванович (61) — советский и российский учёный-историк, директор Российского государственного исторического архива (с 2013 года), заслуженный работник культуры Российской Федерации, доктор исторических наук[209].
- Кэти, Труэтт (93) — американский предприниматель, основатель и генеральный директор сети ресторанов быстрого питания Chick-fil-A[210].
- Нурмагамбетов, Куанышбай Ракишевич (73) [значимость?] — казахстанский учёный-экономист, профессор, педагог[211].
- Оливеро, Магда (104) — итальянская оперная певица[212].
- Уилсон, Джеральд (96) — американский джазмен; трубач, композитор, руководитель оркестра[213].
- Устинов, Дмитрий Ефимович (93) — бригадир горнопромышленного управления, директор Ягодинского горно-обогатительного комбината (Магаданская область), Герой Социалистического Труда (1971)[214].

## 7 сентября
- Адамец, Николай Васильевич (30) — белорусский футбольный вратарь («Волна» (Пинск), ранее — «Минск»); инсульт[215].
- Барабанов, Владимир Васильевич (65) — советский и российский учёный, декан факультета социальных наук РГПУ им. А. И. Герцена, профессор, заслуженный работник высшей школы Российской Федерации (2010)[216].
- Гонсалес, Рауль (83) — филиппинский политик, министр юстиции (2004—2009)[217].
- Дорошенко, Марина Олеговна (33) — украинская баскетболистка[218].
- Кифер, Дон (98) — американский актёр[219].
- Кукушкин, Владимир Игнатьевич (85) — советский хоккеист и тренер «Авангард» (Омск)[220].
- Ли Сянлань (94) — китайская, японская и американская актриса японского происхождения[221].
- Ратибзад, Анаита (82) — афганский общественно-политический деятель, одна из первых женщин, избранных в парламент Афганистана, посол Афганистана в Югославии (1978—1979), вице-президент Афганистана (1980—1986)[222].
- Квон Ри Се (23) — южнокорейско-японская певица.

## 6 сентября
- Гираш, Стефан (88) — американский актёр[223].
- Горшенина, Виктория Захаровна (94) — советская и российская актриса театра и кино, заслуженная артистка РСФСР[224].
- Зворыкина, Кира Алексеевна (94) — советская шахматистка, заслуженный мастер спорта СССР (1957), гроссмейстер (1978); внучатая племянница изобретателя ТВ Владимира Зворыкина[225].
- Мартин, Сет (81) — канадский хоккеист, вратарь, чемпион мира (1961)[226].
- Неверовский, Геннадий Сигизмундович (74) — советский и белорусский футбольный тренер, лучший детский тренер СССР (1982—1983), заслуженный тренер Беларуси[227].

## 5 сентября
- Бэттл, Симона (25)[значимость?] — американская поп-певица, участница музыкальной группы G.R.L.[англ.][228].
- Васильков, Игорь Юрьевич (50) — советский и российский журналист, телеведущий («Времечко»), радиоведущий; рак[229].
- Глинн, Молли (46) — американская театральная и киноактриса; несчастный случай[230].
- Каррет, Рафаэль (90) — аргентинский актёр, композитор и кинорежиссёр («Богатые и знаменитые»)[231].
- Москалёв, Владимир Михайлович (64) — советский и киргизский актёр, артист Государственного национального русского театра драмы им. Ч. Айтматова, народный артист Киргизской Республики[232].
- Фельбермайер, Анни (87) — австрийская оперная певица[233].
- Хиннерс, Ноэль (78) — американский специалист в области космонавтики, руководитель исследовательских работ НАСА (1987—1989)[234].
- Черны, Карел (92) — чешский художник-постановщик, лауреат премии «Оскар» за лучшую работу художника-постановщика (1985) («Амадей»)[235].

## 4 сентября
- Андрюкайтис, Мартинас (33) — литовский баскетболист, выступавший за национальную сборную, клубы «Днепр», «Политехника»; самоубийство[236].
- Банионис, Донатас Юозович (90) — советский и литовский актёр, театральный режиссёр, народный артист СССР (1974), лауреат Государственных премий СССР (1967, 1977)[237].
- Каувенар, Геррит (91) — нидерландский поэт-экспериментатор, прозаик, журналист, переводчик[238].
- Котоньский, Влодзимеж (89) — польский композитор и музыковед[239].
- Мацкевич, Эдуард Олегович (75) — советский и казахстанский писатель[240].
- Панненберг, Вольфхарт (85) — немецкий протестантский теолог[241].
- Пинарелло, Джованни (92) — итальянский велогонщик и предприниматель, основатель фирмы Pinarello[242] Архивная копия от 5 сентября 2014 на Wayback Machine.
- Пономарёв, Виктор Васильевич (91) — советский и азербайджанский художник, член Союза художников СССР и Азербайджанской Республики[243]
- Риверз, Джоан (81) — американская актриса и телеведущая, лауреат премии «Эмми» (1990)[244].
- Риссе, Жаклин (78) — французский поэт, филолог-итальянист, литературный критик и историк литературы, переводчик[245].
- Серати, Густаво (55) — аргентинский певец, музыкант и актёр (Soda Stereo)[246].
- Уинн, Дэвид (88) — британский скульптор, офицер Ордена Британской империи[247].
- Фалькуччи, Франка (88) — итальянский государственный деятель, министр образования (1982—1987)[248].

## 3 сентября
- Горфинкель, Борис Исаакович (87) — советский и российский учёный, один из родоначальников направлений вакуумной электроники и индикаторной техники, профессор, доктор технических наук, действительный член Академии военных наук[249].
- Дитмар, Марина фон (99) — немецкая актриса театра и кино[250].
- Тюлебеков, Касым Хажибаевич (78) — советский казахстанский партийный и государственный деятель, первый секретарь Алма-Атинского обкома КПСС (1988—1991), Герой Социалистического Труда (1981)[251].

## 2 сентября
- Вардис, Антонис (66) — греческий поп-певец[252].
- Ваханвати, Гоолам (65) — индийский государственный служащий, Генеральный прокурор Индии (2009—2014)[253].
- Головлёва, Нина Ивановна (83) — советский и российский театральный деятель, директор Нижегородского государственного театра юного зрителя (1973—2002), заслуженный работник культуры РСФСР (1984)[254].
- Двуреченский, Валентин Иванович (78) — советский и казахстанский государственный деятель, министр сельского хозяйства Казахской ССР (1990—1992), Герой Труда Казахстана (2011)[255].
- Дженсон, Джей Лаймон (79) — американский религиозный лидер, президент Объединённых апостольских братьев (1977—2014)[256].
- Дисента, Даниэль (76) — испанский актёр[257].
- Климчук, Борис Петрович (63) — украинский политик, губернатор Волынской области (1995—2002 и 2010—2014), чрезвычайный и полномочный посол Украины в Литве (2004—2008) и Азербайджане (2008—2010)[258].
- Орлов, Виталий Дмитриевич (91) — советский военный, участник Великой Отечественной войны, Герой Советского Союза (1945)[259].
- Ракочи, Хелена (92) — польская гимнастка, четырёхкратная чемпионка мира (1950), бронзовый призёр летних Олимпийских игр в Мельбурне (1956)[260].
- Рожньои, Шандор (83) — венгерский легкоатлет, серебряный призёр летних Олимпийских игр в Мельбурне (1956) в беге на 3000 метров с препятствиями, чемпион Европы (1954)[260].
- Сотлофф, Стивен (31) — американский журналист; убит[261].

## 1 сентября
- Алиматов, Даврон (64) — советский и таджикский певец и актёр, народный артист Таджикистана[262].
- Барбоса, Фернандо (50) — уругвайский футболист, чемпион Уругвая в составе «Насьоналя» (1983)[263].
- Бобылёв, Александр Фадеевич (50) — украинский государственный деятель, депутат Верховной рады Украины VI созыва (2008—2012), генерал-лейтенант милиции (2006)[264].
- Варци, Елена (87) — итальянская актриса[265].
- Вятчанин, Аркадий Фёдорович (68) — советский спортсмен-пловец и российский тренер по плаванию, девятикратный чемпион РСФСР, заслуженный тренер России; отец пловца Аркадия Вятчанина[266].
- Гордани, Ахмед (37) — лидер сомалийской военной группировки Харакат аш-Шабаб, убит[267].
- Дженнингс, Джим (73) — американский баскетболист, баскетболист года конференции Ohio Valley (1963/64)[268].
- Диева, Римма Александровна (88) — советская и российская пианистка и педагог, заслуженный работник культуры РСФСР (1976), мать пианиста Андрея Диева[269].
- Йон, Готфрид (72) — немецкий актёр («Золотой глаз», «Астерикс и Обеликс против Цезаря»)[270].
- Крокер, Диллард (89) — американский баскетболист, чемпион НБЛ (1948/49)[271].
- Панов, Николай Петрович (90) — советский и российский почвовед, академик РАН (2013; академик ВАСХНИЛ с 1982)[272].
- Пауэлл, Чарли (82) — американский боксёр-супертяжеловес[273].
- Родригес, Сержиу[англ.] (86) — бразильский архитектор и дизайнер[274].
- Семёнов, Леонид Доржиевич (57) — советский и российский художник и педагог, заслуженный художник Российской Федерации (2007), лауреат международной премии «Новые имена»[275].
- Хиль, Марк (52) — филиппинский актёр[276].